# اگیدیوس کاوالیاوسکاس
اگیدیوس کاوالیاوسکاس (لیتوانیایی: Egidijus Kavaliauskas؛ زادهٔ ۲۹ ژوئن ۱۹۸۸) بوکسور اهل لیتوانی است.